# Argia infrequentula
Argia infrequentula är en trollsländeart som beskrevs av Fraser 1946. Argia infrequentula ingår i släktet Argia och familjen dammflicksländor. Inga underarter finns listade i Catalogue of Life.